# Stella Maris (chœur)
Pour les articles homonymes, voir Stella Maris.
Le chœur Stella Maris, est un chœur de chambre spécialisé dans le répertoire a cappella des XIXe siècle, XXe siècle et XXIe siècle.
Fondé en 2001, il rassemble une quarantaine de chanteurs de haut niveau sous la direction de son fondateur Olivier Bardot, lui-même formé par la cheffe Laurence Equilbey à laquelle il a succédé à la direction du Jeune chœur de Paris  au conservatoire à rayonnement régional de Paris.
Le chœur Stella Maris est régulièrement remarqué  pour la qualité d'interprétation de son répertoire contemporain de prédilection, et appelé lors de festivals ou de productions prestigieuses (Moments Lyriques de Chartres, productions à la Philharmonie de Paris etc.) aux côtés d'ensembles professionnels.
Il est considéré en 2018 comme « un chœur amateur d'excellence, peut-être actuellement l'un des meilleurs de la capitale » par la journaliste spécialisée Anne-Marie Thomazeau. De fait, Stella Maris fonctionne comme un ensemble professionnel. Les chanteurs y sont recrutés sur dossier et audition; ils sont tenus de travailler l’art lyrique auprès de professeurs partenaires du chœur. L’entretien de cette compétence est rendu nécessaire par la mise en œuvre de cinq à sept programmes par saison grâce à un rythme et une densité de travail élevés.
Stella Maris s’investit depuis sa création dans l’interprétation et la promotion du répertoire contemporain, notamment la création française et de l’Arc baltique, du fait de son lien privilégié avec le chœur de chambre finlandais Kampin Laulu dans lequel chante le compositeur Jaakko Mäntyjärvi. Depuis 2007, plus de cinquante œuvres d’Europe du Nord, dont une vingtaine de créations récentes, ont été mises au programme de ses enregistrements et concerts. Grâce à une intense dynamique d'échanges avec les chefs et les chœurs locaux, notamment sous la forme de tournées, Stella Maris est aujourd'hui clairement identifié dans le Grand Nord choral comme le principal chœur français spécialisé dans l'interprétation et le rayonnement du répertoire nordique.
Le chœur se produit très régulièrement à la Philharmonie de Paris (tous les ans depuis son ouverture en 2015). Il est notamment remarqué par la critique lors de la création, avec le SWR Vokalensemble Stuttgart et l’Orchestre Gürzenich de Cologne, de Lab.Oratorium, oratorio de Philippe Manoury en juin 2019 . En octobre 2021, Stella Maris y accompagne le chanteur Mika avec l’Orchestre national d'Île-de-France pour les concerts « Mika symphonique » orchestrés et dirigés par le compositeur canadien Simon Leclerc.
En janvier 2023, toujours avec l’Orchestre national d'Île-de-France, Stella Maris réalise une tournée de quatre dates sur de grandes scènes franciliennes, dont la scène nationale de Saint-Quentin-en-Yvelines et la Philharmonie de Paris, dans l’oratorio Ivan le Terrible de Sergueï Prokofiev, sous la direction du chef espagnol Pablo González Bernardo. A cette occasion le site Res Musica salue un chœur « magnifique […] qui se révèle un acteur essentiel du drame de bout en bout par sa confondante splendeur a cappella, sa richesse en nuances et ses somptueux pianissimi».
Stella Maris collabore en novembre 2023, dans le cadre du Festival d'Automne, avec la compagnie artistique Le Balcon dirigée par le chef Maxime Pascal pour la scène 2, Engel-Prozessionen de l'opéra Sonntag aus Licht de Karlheinz Stockhausen, donné à la Philharmonie de Paris.   
En outre, le chœur fait ses débuts, tout au long du mois de février 2024, au Théâtre du Châtelet en tant qu'ensemble professionnel avec deux équipes de 16 chanteurs en alternance dans Così fan tutte de Mozart, en compagnie de l'orchestre sur instruments anciens Les Talens Lyriques dirigé par Christophe Rousset. Il y est encensé par la critique à propos de « la justesse, la jeunesse et la cohésion » de ses interventions dans cet opéra. 
Le chœur effectue en mai 2024 une tournée en Estonie dans le cadre d'un échange avec le Vanalinna Segakoor, avec un concert donné dans le prestigieux site du Niguliste de Tallinn, et un autre dans la localité de Kuressaare, sur l'ile balte de Saaremaa, à trois chœurs, dans un programme d'oeuvres a cappella françaises et estoniennes. Ce programme a été redonné en juin 2024 à Versailles puis en octobre à Paris, à l'occasion de l'échange retour du chœur estonien. 

## Discographie
Le chœur Stella Maris a enregistré trois disques.
- Geistliche Lieder : motets romantiques allemands (Brahms, Bruckner et Mendelssohn) enregistré en 2004 ;
- Et Lux Perpetua : musique vocale du XXe siècle[11] : Requiem à huit voix d'Ildebrando Pizzetti (composé en 1922), Requiem à double chœur de Herbert Howells (écrit en 1936) et Missa Brevis de Knut Nystedt (publiée en 1985). Enregistré en 2008, avec l'ensemble vocal Lux æterna[12] ;
- Rivers of light, sorti en décembre 2022, regroupant les œuvres contemporaines phares de la série de concerts immersifs baptisée Les Atmosphériques depuis 2018, avec notamment des œuvres de Einojuhani Rautavaara, Jaakko Mäntyjärvi, Arvo Pärt, Eriks Esenvalds et Thomas Jennefelt.

## Répertoire et principaux concerts
- 2024-2025: Paris-Tallinn avec le Vanalinna Segakoor le 12 octobre à Notre Dame des Blancs Manteaux (Paris 4ème), Sankta Lucia (Noël suédois) en l'église Ste Clotilde (Paris 7ème) le 4 décembre, Contes et Légendes à Paris, en tournée en Berry et festivals franciliens.
- 2023-2024: Sonntag aus Licht de Stockhausen avec la compagnie Le Balcon à la Philharmonie de Paris; Cosi fan tutte de Mozart avec l'orchestre des Talens lyriques au Théâtre du Châtelet; tournée en Estonie (échange avec le Vanalinna Segakoor).
- 2022-2023: Ivan le Terrible de Prokoviev avec l'Orchestre national d'Île de France, Gloria et Sept répons de ténèbres de Francis Poulenc, création mondiale de Thierry Machuel.
- 2021-2022 : Mika Symphonique, avec Mika et l'Orchestre national d'Île de France, sous la direction de Simon Leclerc[13]. Atmosphériques : chapitre 3, concert immersif (musique contemporaine française et d'Europe du Nord); enregistrement à Granville. Les paroles gelées, création mondiale de Lucia Ronchetti à la Philharmonie de Paris, direction Léo Warinski.
- 2019-2020 : Atmosphériques : chapitre 2, concert immersif (musique contemporaine d'Europe du Nord)
- 2018-2019 : Atmosphériques : chapitre 1, concert immersif (musique contemporaine d'Europe du Nord)[14], Lab.Oratorium, oratorio de Philippe Manoury (création mondiale)
- 2017-2018 : Intégrale des Vêpres de Serguei Rachmaninov, concerts à la cathédrale russe de la Sainte-Trinité, Paris. Échange avec le chœur finlandais Kampin Laulu (en).
- 2016-2017 : Figure Humaine de Francis Poulenc et autres pièces françaises contemporaines. Requiem de Maurice Duruflé avec Baptiste-Florian Marle-Ouvrard à l'orgue.
- 2015-2016 : Boreal musik, pièces contemporaines nordiques (Arvo Pärt, Einojuhani Rautavaara, Jaakko Mäntyjärvi etc.)
- 2014-2015 : Singing overseas, musique vocale de Grande-Bretagne et États-Unis (Benjamin Britten, Leonard Bernstein, Edward Elgar, Ralph Vaughan Williams etc)
- 2013-2014 : Le Chant de la Création, hymnodie pour chœur et orchestre de Patricia Lebrun, avec l'Ensemble Furians de Pierre Dumoussaud, au Collège des Bernardins[15] ; Requiem allemand de Johannes Brahms, pour chœur et deux pianos.
- Années précédentes : Stabat Mater de Francis Poulenc avec l'Ensemble Furians dirigé par Pierre Dumoussaud, Messe pour double chœur a capella de Frank Martin, Requiem de Ildebrando Pizzetti, Missa Brevis de Zoltán Kodály etc[16].